# 용암정
용암정(龍岩亭)은 경상북도 안동시 도산면 서부리에 있는 건축물이다. 1973년 8월 31일 경상북도의 유형문화재 제41호로 지정되었다.

## 개요
동강변의 바위 위에 있던 정자로, 1913년에 짓고 영락정이라 하였다. 1940년 신응인이 인수하여 용암정으로 이름을 바꾸었으며, 1975년 안동댐 건설공사로 인하여 지금의 위치로 옮겨졌다.
앞면 3칸·옆면 2칸의 규모이며, 지붕 옆면이 여덟 팔(八)자 모양인 팔작지붕집이다.

## 참고 문헌
- 용암정 - 국가유산청 국가유산포털